# Hemerobius tateyamai
Hemerobius tateyamai is een insect uit de familie van de bruine gaasvliegen (Hemerobiidae), die tot de orde netvleugeligen (Neuroptera) behoort. 
Hemerobius tateyamai is voor het eerst wetenschappelijk beschreven door Nakahara in 1960.